# Omer Reingold
Omer Reingold (em hebraico:  עומר ריינגולד) é um cientista da computação israelense.
É professor do Instituto Weizmann de Ciência. Recebeu o Prêmio Grace Murray Hopper de 2005, por seu trabalho em encontrar um algoritmo LSPACE determinístico para conectividade st em grafos indiretos. Recebeu juntamente com Avi Wigderson e Salil Vadhan o Prêmio Gödel de 2009.